# Teriakovce
Teriakovce (in ungherese Terjékfalva) è un comune della Slovacchia facente parte del distretto di Prešov, nella regione omonima.